# Dammartin-sur-Tigeaux
Dammartin-sur-Tigeaux – miejscowość i gmina we Francji, w regionie Île-de-France, w departamencie Sekwana i Marna.
Według danych na rok 1990 gminę zamieszkiwały 593 osoby, a gęstość zaludnienia wynosiła 66 osób/km² (wśród 1287 gmin regionu Île-de-France Dammartin-sur-Tigeaux plasuje się na 762. miejscu pod względem liczby ludności, natomiast pod względem powierzchni na miejscu 425.).